# Killinger & Freund Motorrad
Das Killinger & Freund Motorrad von 1938 ist der Prototyp eines frontgetriebenen Motorrads. Die Entwicklung basierte auf dem Megola-Motorrad.

## Geschichte
Das Modell wurde um 1938 von fünf Münchener Konstrukteuren entworfen, gebaut und auf der Automobilausstellung von 1938 vorgestellt. Das Projekt lief unter den Namen „Friedenstaube“ und „Endsieg“. Robert Killinger war für den Motor verantwortlich, an dem auch Fritz Cockerell mitgewirkt hat. Der Entwurf des Rahmens stammt von Walter Freund. Mit Frontantrieb im Vorderrad und mit stromlinienförmigen Verkleidungen wog das Motorrad nur 135 kg. Im Vorderrad waren drei Zweitaktmotoren nicht sternförmig angeordnet, sondern ihre Zylinder lagen tangential zu einem großen Zahnrad, das von den drei Kurbelwellen angetrieben wurde; der Hubraum betrug 600 cm³, das Gewicht des Vorderrades – mit Zweigang-Planetengetriebe und Kupplung – 50 kg. Beide Räder waren gefedert, hinten mit einer Langschwinge, die Vorderradfederung wirkte fast senkrecht zur Fahrbahn, so dass der Radstand beim Ein-/Ausfedern fast konstant blieb. Insgesamt kann dieses Motorrad als Weiterentwicklung der Megola gesehen werden, jedoch war der kupplungs- und getriebelose Fünfzylinder-Viertaktmotor durch drei Zweitaktmotoren mit Kupplung und Getriebe ersetzt worden. 
Wie viele Maschinen gebaut wurden, ist nicht bekannt. Eine Maschine wurde 1945 von den US-Streitkräften erbeutet. Das Motorrad wurde untersucht und als technologisch zu komplex betrachtet. In den 1960er-Jahren entdeckte der Kfz-Enthusiast Harry Buck die Maschine nahe Philadelphia im Keller einer Frau, deren Vater in das Projekt involviert gewesen war und sie aus Deutschland mitgebracht hatte. Nach dem Tod des Vaters erwarb Harry Buck die Maschine. Harry zeigte das teilweise zerlegte Motorrad auf einem Treffen in Oley, Pennsylvania, wovon es Bilder gibt.
Das Motorrad existiert noch. Es steht im mittleren Westen der USA bei einem Motorradliebhaber, der unerkannt bleiben möchte. Es ist bis dato nicht nach Deutschland zurückgekehrt. Weiter befindet es sich im unrestaurierten Originalzustand. (Stand: 2010)

## Technik
Die Besonderheit des Antriebs besteht in drei sternförmig angeordneten Zweitaktmotoren, die jeweils ein eigenes Kurbelgehäuse haben. Der Antrieb ist kein Sternmotor. Weitere Einzelheiten finden sich in nachfolgendem Auszug der technischen Beschreibung:

„Der Dreizylinder-Zweitakter besitzt eine Steuerung des Einlasses durch einen Drehschieber. Das Ansaugen des Gemisches erfolgt wie üblich durch Unterdruck in den drei Kurbelgehäusen. Der Drehschieber steuert alle drei Zylinder. Der Motor ist kein Sternmotor, wie er uns aus dem Flugzeugbau bekannt ist und es ist auch kein Schwungrad notwendig. Alle drei Kurbeln arbeiten offenbar für sich auf ein gemeinsames Zahnrad. Diese Anordnung und der Rückstoß der Kolben in Drehrichtung sollen einen vollkommenen Massenausgleich sicherstellen. Die Zylinder aus KS-Laufbüchsen verschwinden fast vollständig im Silumingehäuse. Leichtmetall-Zylinderköpfe mit reicher Verrippung sind außer den Auspuffrohren das einzige, was zwischen den Speichen des aus Leichtmetall gegossenen Rades als Motor zu erkennen ist. Diese flachen Speichen sind so gestellt, dass sie gewissermaßen als Turboventilator wirken.“